# F. Albert Schwartz

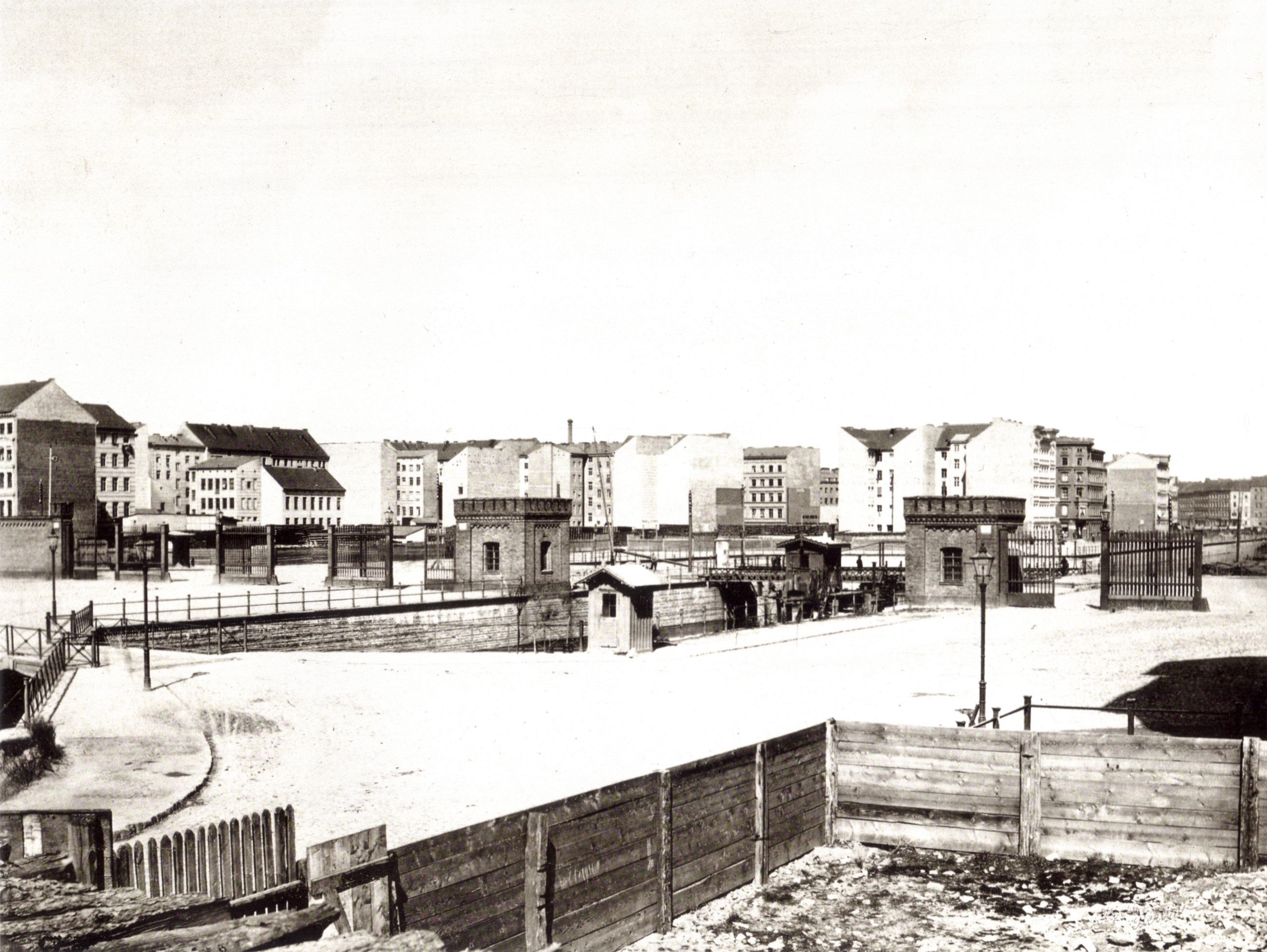
Das Wassertor am Wassertorplatz 1865

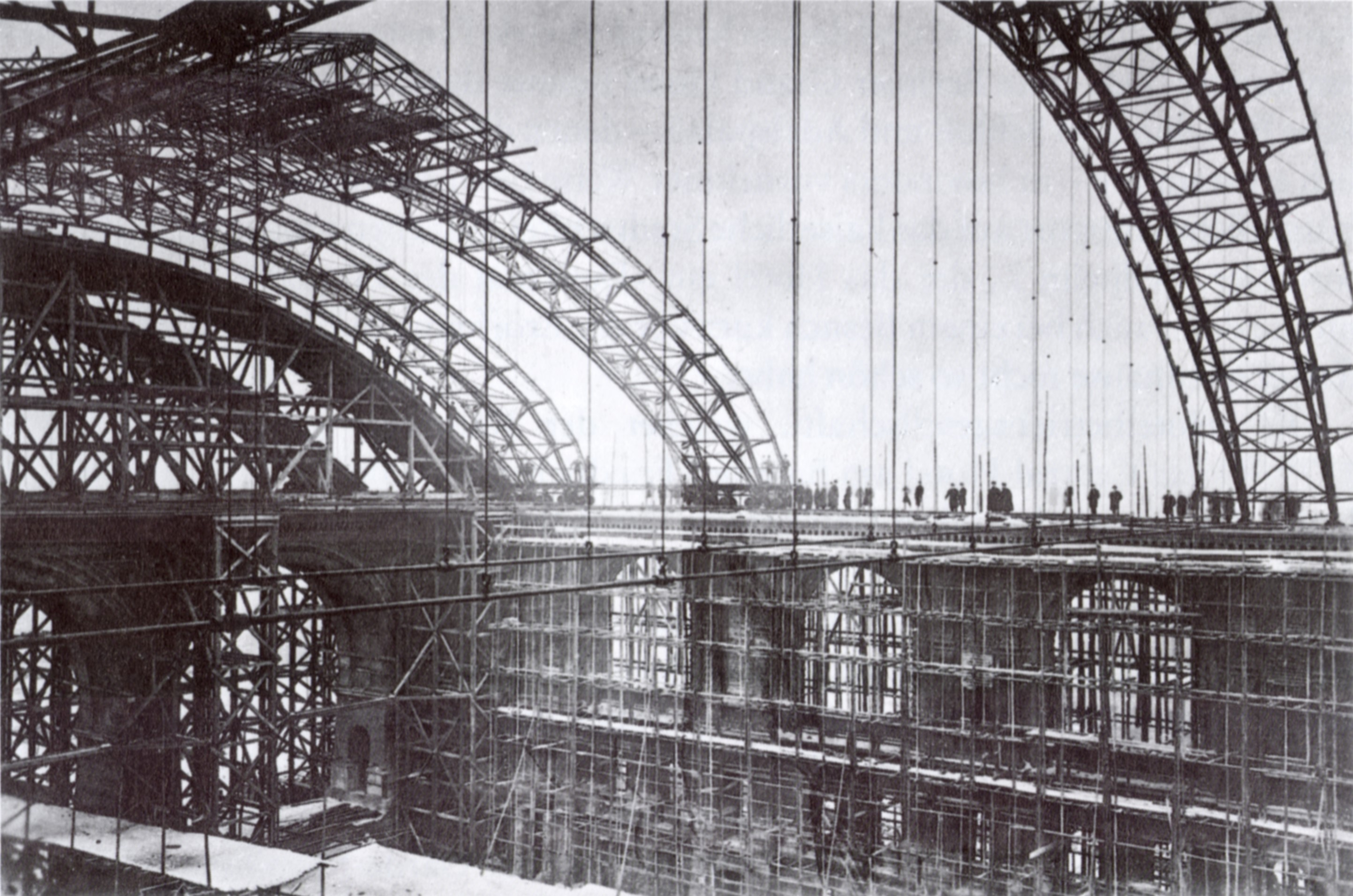
Der Bau der Hallenkonstruktion des Anhalter Bahnhofs um 1878

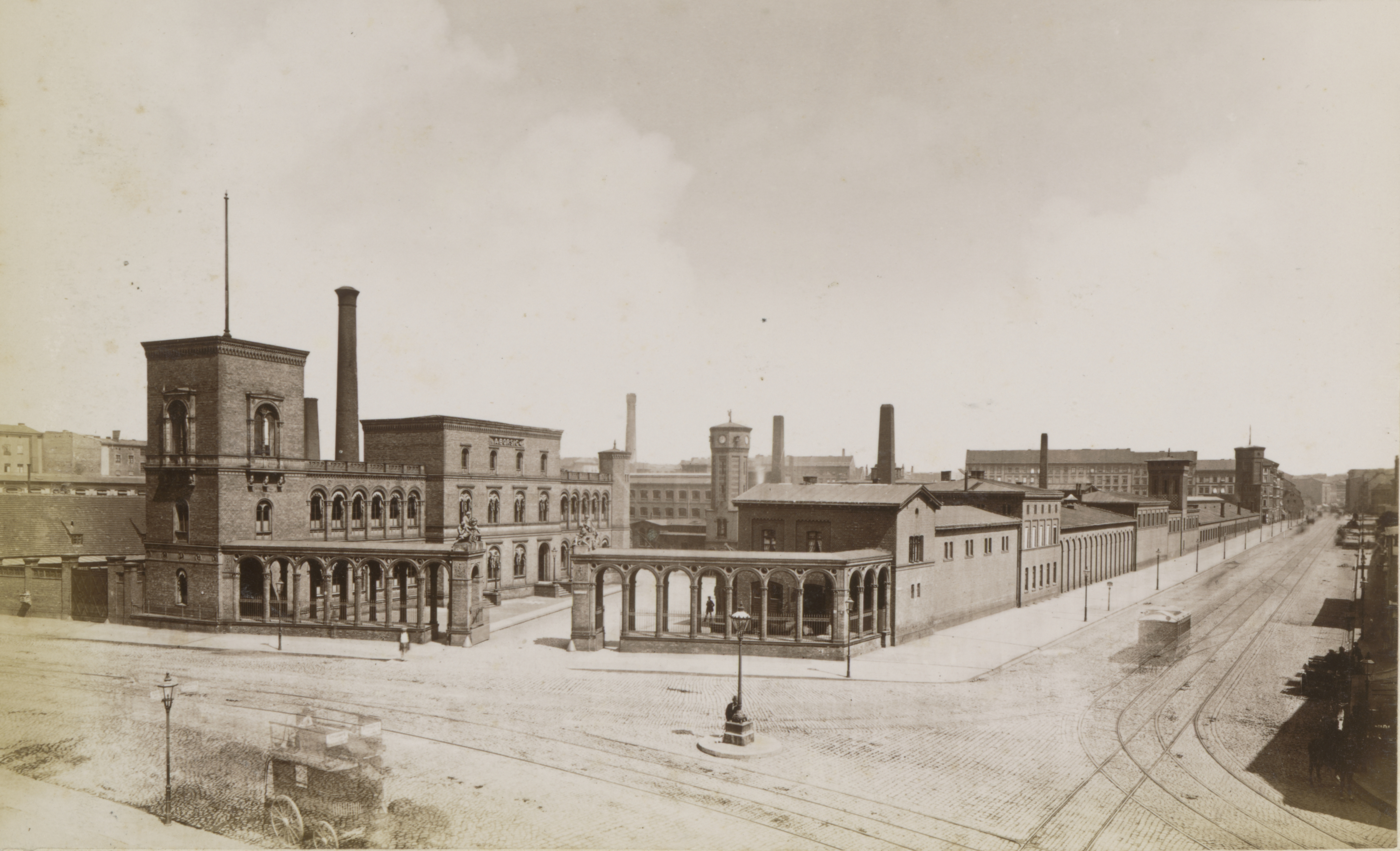
Borsigs Maschinenbauanstalt an der Chausseestraße 1875

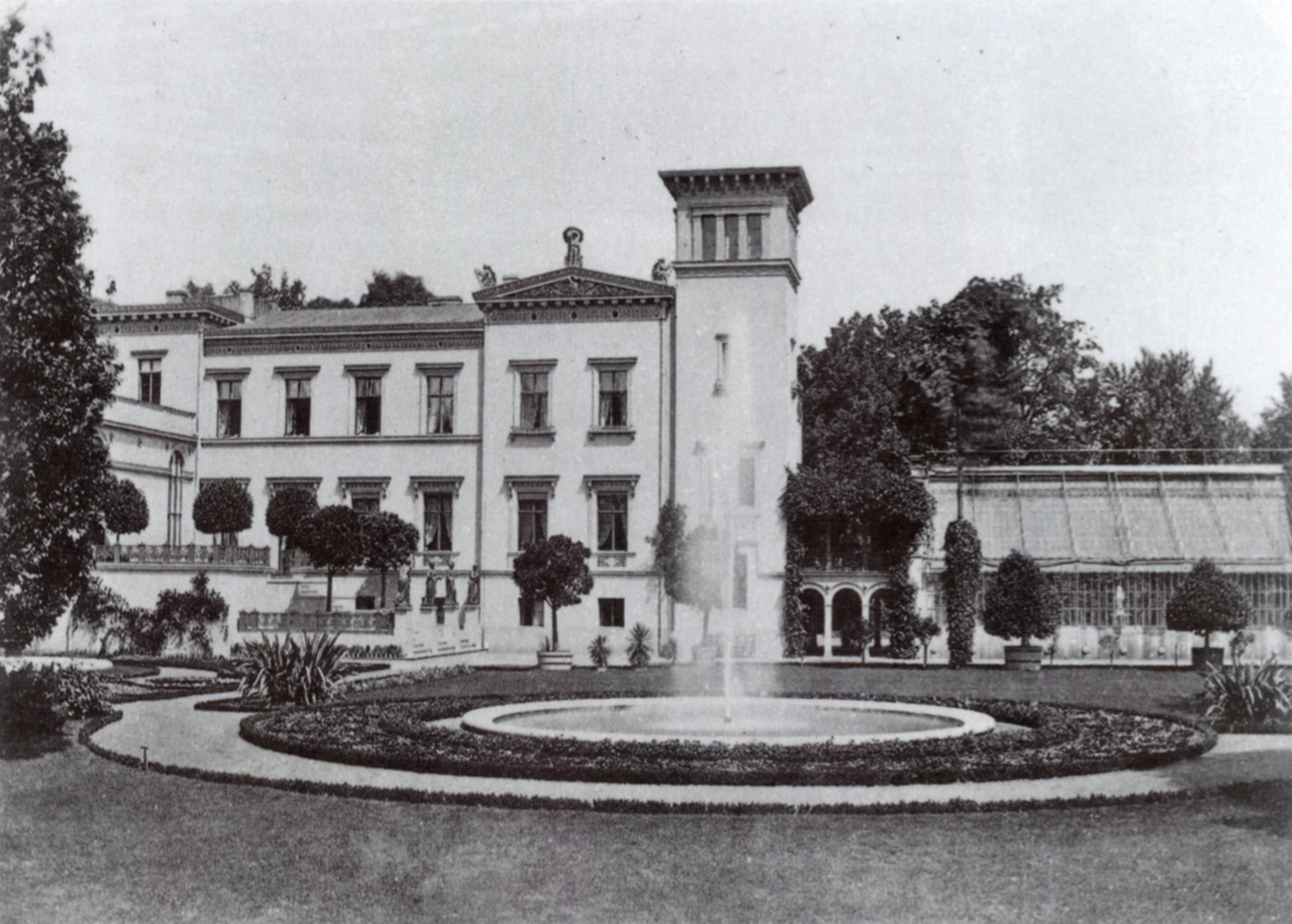
Die Villa Borsig in Moabit vor 1867

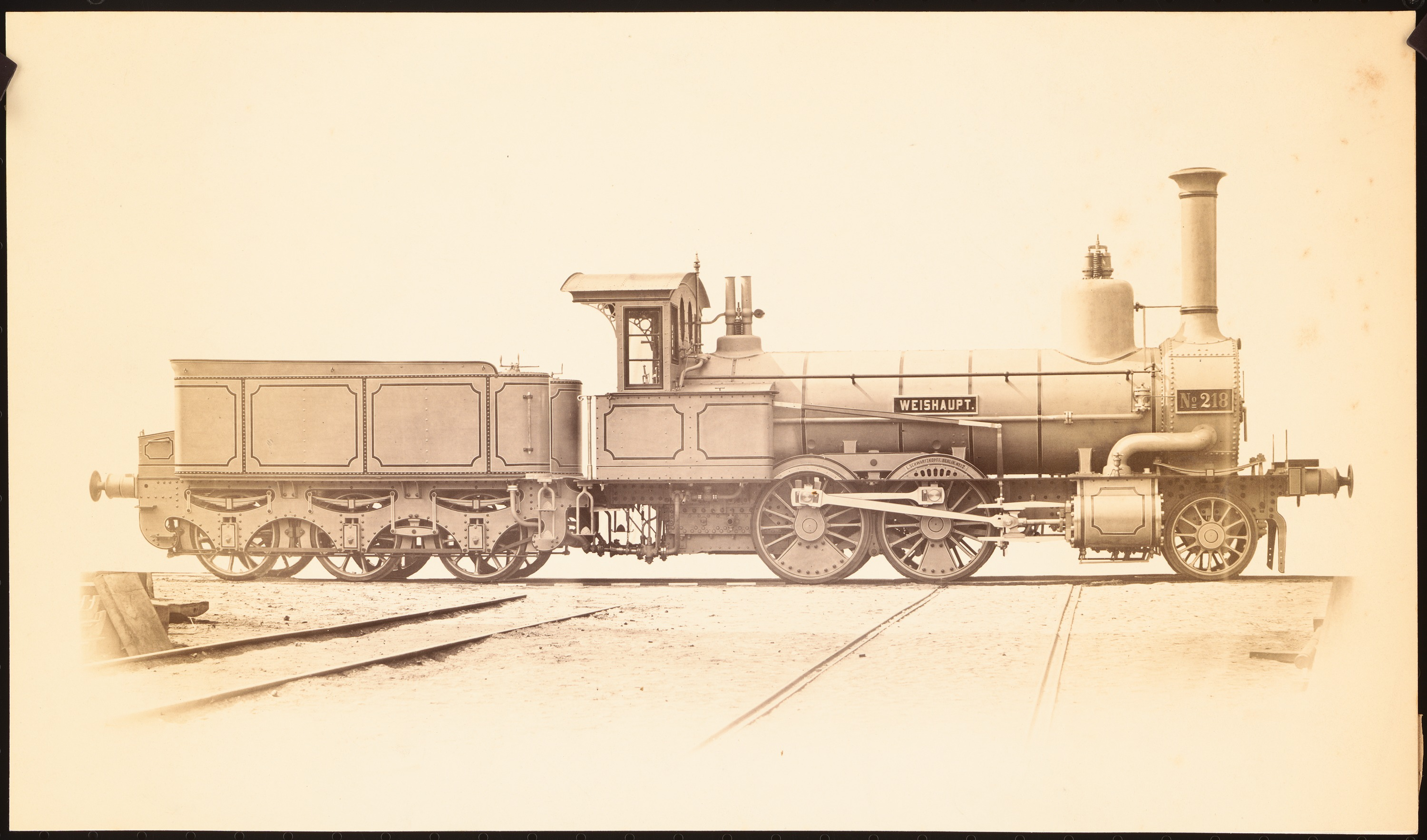
Schwartzkopff-Werkfoto der WEISHAUPT der NME 1867

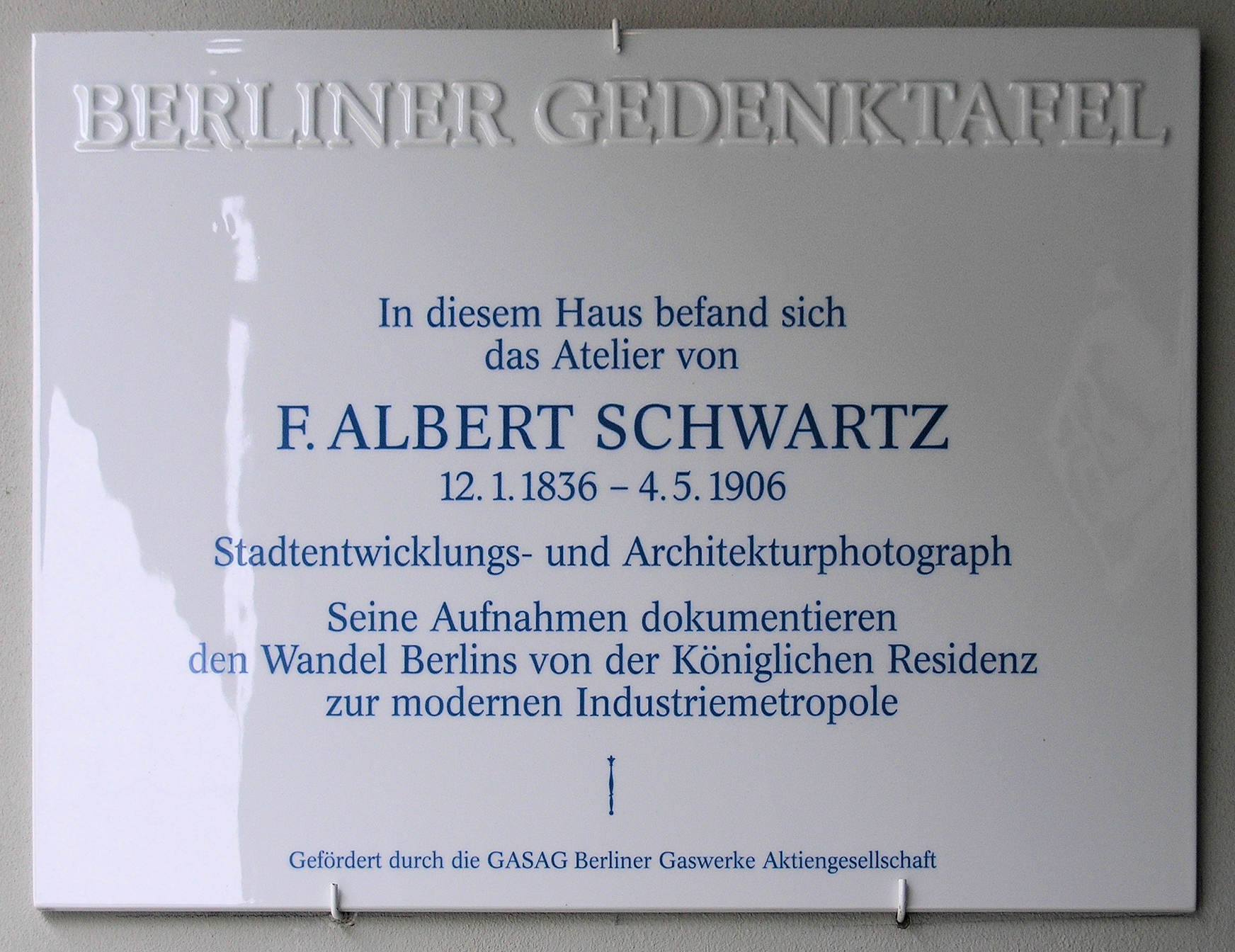
Gedenktafel am Haus seines früheren Ateliers

Friedrich Ferdinand Albert Schwartz (* 12. Januar 1836 in Berlin; † 4. Mai 1906 in Deutsch-Wilmersdorf) war ein Berliner Fotograf.

## Leben
Friedrich Albert Schwartz wurde am 12. Januar 1836 in Berlin in der Friedrichstraße 165 als Sohn des Buchbinders David Emanuel Schwartz geboren. Im Atelier seines Onkels Heinrich Ferdinand Schwartz, der an der Friedrichstraße 185 das Photoatelier Schwartz führte, erlernte er die Kunst der Fotografie.
Um 1860 eröffnete Schwartz sein eigenes Atelier an der Friedrichstraße 73. Aufträge für Aufnahmen von Industrieanlagen, wie der Fabriken von Borsig und Schwartzkopff, oder von Versorgungsbauten, wie der Städtischen Gasanstalt an der Gitschiner Straße, brachten ihn zur Architekturfotografie. Unter den Aufträgen befanden sich auch Aufnahmen von Maschinen, zum Beispiel Lokomotiven.
1867 zog Schwartz mit seinem Atelier an die Friedrichstraße 115 und firmierte nun unter Photographische Anstalt und Kunstverlag. Prinz Carl von Preußen verlieh ihm den Titel eines Hoffotografen und so annoncierte er mit Hof-Photographen Seiner Königlichen Majestät des Prinzen Carl von Preußen. Teils im Auftrag des Magistrats, teils auf eigenes Risiko begann Schwartz, die Transformation Berlins von der königlichen Residenzstadt zur modernen Großstadt festzuhalten. In seinen Aufnahmen überwiegen die Aufnahmen der verschwindenden historischen Bauten – im Gegensatz zum Fotografen Hermann Rückwardt, der sich ab Mitte der 1880er Jahre auf die Neubauten konzentrierte. Einige Bauten wie zum Beispiel das Palais Itzig an der Burgstraße 26/27, das 1858 dem Bau der Berliner Börse weichen musste, sind nur durch Aufnahmen von Friedrich Albert Schwartz überliefert. Neben der Dokumentation des historischen Stadtbildes finden sich aber auch Bilder von Neubauten oder seltene Bauaufnahmen, etwa vom Bau der Halle des Anhalter Bahnhofs. Ein großes Vorhaben war die fotografische Dokumentation des Baus der Berliner Stadtbahn von 1878 bis 1882. Eine weitere Fotoserie von Schwartz dokumentiert den Abbruch der alten Domkirche am Lustgarten um 1890.
1882 zog er an die Luisenstraße 23 und bezeichnete sich als Inhaber einer photographischen Anstalt für die Aufnahme von Maschinen, Architektur, Landschaften, Kunst- und Gewerbegegenständen etc. und Photographischer Kunstverlag. 1887 bis 1902 befand sich der Firmensitz an der Bellevuestraße 22 am Potsdamer Platz und anschließend an der Leipziger Straße 93. Friedrich Albert Schwartz übergab gesundheitsbedingt das Atelier seinem Sohn Rudolf Albert Schwartz (* 4. Mai 1864; † 8. Februar 1920 in Berlin), der bereits seit Beginn der 1880er Jahre im Atelier mitgearbeitet hatte. Er starb am 4. Mai 1906 in Deutsch-Wilmersdorf und wurde auf dem Friedhof Wilmersdorf beigesetzt.
Abnehmer seiner Bilder waren die Bibliothek des Magistrats, die Preußische Staatsbibliothek und das Märkische Museum. Ein weiterer Absatzkanal war der am 28. Januar 1865 gegründete Verein für die Geschichte Berlins. Als Mitglied begleitete Schwartz die Wanderfahrten des Vereins, warb in den Mitteilungen des Vereins für Ansichten und Gruppenbilder und machte auf die große Anzahl der Ansichten aufmerksam, welche in Rheinsberg, Prenzlau, Schwedt, Angermünde, Boytzenburg, Groß-Lichterfelde, Templin, Gransee, Wittenberg, Eberswalde, Teupitz, im Spreewald u. aufgenommen sind.